# Odontogryllus setosus
Odontogryllus setosus är en insektsart som beskrevs av Henri Saussure 1877. Odontogryllus setosus ingår i släktet Odontogryllus och familjen syrsor. Inga underarter finns listade i Catalogue of Life.